# Сырница (Житомирская область)
Сырница (укр. Сирниця) — село на Украине, находится в Овручском районе Житомирской области.
Код КОАТУУ — 1824282103. Население по переписи 2001 года составляет 243 человека. Почтовый индекс — 11100. Телефонный код — 4148. Занимает площадь 0,773 км².
На северо-востоке от села берет начало река Лохница.

## Адрес местного совета
11125, Житомирская область, Овручский р-н, с.Городец

Вид на село с пожарной мачты